# Charles-Joseph de Flahaut
Auguste-Charles-Joseph de Flahaut de La Billarderie, född den 21 april 1785 i Paris, död där den 1 september 1870, var en fransk general, greve och diplomat.
Flahaut uppges ha varit naturlig son till Charles Maurice de Talleyrand och den vackra och spirituella grevinnan Flahaut. Som emigrant uppfostrades han i utlandet, åvervände 1798 till Frankrike och blev officer under Napoleon. Flahault blev adjutant 1813 och divisionsgeneral 1814. Efter slaget vid Waterloo bosatte han sig i Skottland, men återkallades av Ludvig Filip och användes på såväl militära som politiska poster. Han blev senator 1853. Flahaut gjorde sig även känd för sina otaliga kärleksaffärer. Tillsammans med Hortense de Beauharnais – faster till den svenska drottningen Josefina – hade han en son Charles, som senare blev hertig de Morny.